# Productions de Jermaine Dupri
 (mai 2013).
Si vous disposez d'ouvrages ou d'articles de référence ou si vous connaissez des sites web de qualité traitant du thème abordé ici, merci de compléter l'article en donnant les références utiles à sa vérifiabilité et en les liant à la section « Notes et références ».

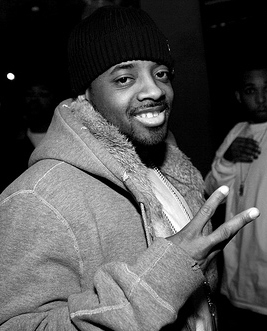
Jermaine Dupri en avril 2005

Cet article est une liste non exhaustive des productions de Jermaine Dupri.

## En tant que producteur
- (*)   - Coproduit avec Bryan-Michael Cox
- (**)  - Coproduit avec Manuel Seal
- (***) - Coproduit avec LRoc

### 2014

#### Mishon
- 00. Be Mine (*)
- 00. Man Up (*)
- 00. If I Was Your Heart (*)
- 00. Missing You (*)
- 00. Luckiest Man (*)

### 2012

#### Leah LaBelle
- 00. What Do We Got To Lose (*)
- 00. 100 Percent
- 00. Box Chevy
- 00. Scumbag

#### Brandon Hines
- 00. Yes You Are (*)
- 00. So Ill (*)
- 00. I'm In Love (*)

#### Fresco Kane
- 00. Hump Wit It (*)

### 2010

#### Usher-Raymond v. Raymond
- 09. Foolin' Around (*)

#### Monica-New Life
- 09. Amazin (*)

#### Johnta Austin
- 00. Born Again (*)
- 00. Still Be With You (*)
- 00. Close Your Eyes (*)

#### Why Did I Get Married Too?- Bande Originale
- 02. Nothin' feat. Janet Jackson (*)

#### Dondria Nicole- Dondria vs Phatfffat
- 01. You're the One
- 02. Saving Myself
- 03. Shawty Wus Up
- 04. Making Love
- 06. Where Did We Go Wrong
- 07. No More
- 08. Still Be With Me
- 09. You're the One (JD'S Jeep Mix)
- 10. Believer

### 2009

#### Bow Wow-New Jack City II
- 02. What They Call Me feat. Nelly & Ron Browz (***)
- 03. Roc the Mic feat. Jermaine Dupri (***)
- 05. You Can Get It All feat. Johnta Austin (***)
- 06. Sunshine (***)
- 07. Like This feat. Johnta Austin & Dondria Nicole (***)
- 09. I Ain't Playing feat. Trey Songz (***)

#### Teriyaki Boyz-Serious Japanese
- 05. Sweet Girl feat. Dondria Nicole (***)

#### Day26-Forever in a Day
- 12. Need That feat. Jermaine Dupri (***)

#### Fabolous-Loso's Way
- 07. Money Goes, Honey Stay (When The Money Goes Remix) feat. Jay-Z
- 11. Makin' Love feat. Ne-Yo
- 12. Last Time feat. Trey Songz

#### Q Da Kid
- 00. On a Mission feat. Jermaine Dupri (***)

#### Ocean's 7- 3000 & Shit
- 02. Ain't I (**)
- 04. Too Much Swag feat. Bow Wow (**)
- 05. I Need That Girl (**)
- 06. Where's the Love
- 07. Owe Me Sex (*)

### 2008

#### Ashanti-The Declaration
- 09. Good Good (**)

#### Mariah Carey-E=mc2
- 03. Cruise Control feat. Damian Marley (**)
- 07. Love Story (**)
- 09. Last Kiss (**)
- 10. Thanx 4 Nothin' (**)

#### Mariah Carey
- 00. Bye Bye (So So Def Remix) feat. Jay-Z (***)

#### Usher-Here I Stand
- 08. Something Special (*)
- 10. Best Thing feat. Jay-Z (*)

#### Usher
- 00. Chivalry (*)

#### Nelly-Brass Knuckles
- 09. Stepped on My J's feat. Ciara & Jermaine Dupri (***)

#### Dondria Nicole
- 00. Can't Stop (*)

#### O'Neal McKnight
- 00. Check Your Coat (Remix) feat. Jermaine Dupri & Diddy

#### Cherish
- 00. Killa (So So Def Remix) feat. Jermaine Dupri (***)

#### Janet Jackson-Discipline
- 07. Rock With U
- 11. Never Letchu Go (**)
- 15. So Much Betta (**)
- 17. The 1 feat. Missy Elliott (**)
- 18. What's Ur Name (**)

### 2007

#### Ali & Gipp-Kinfolk
- 05. Almost Made Ya feat. LeToya (***)

#### Bone Thugs-N-Harmony-Strength & Loyalty
- 05. Lil' L.O.V.E. feat. Mariah Carey & Bow Wow (***)

#### Chingy
- 00. St.Louis Niggaz feat. Huey (***)

#### Fabolous-From Nothin' to Somethin'
- 05. Baby Don't Go feat. T-Pain (***)

#### Jagged Edge-Baby Makin' Project
- 02. Put a Lil' Umph In It feat. Ashanti (**)
- 05. Get This (**)
- 06. I'll Be Damned (**)
- 08. Way to Say I Love You (**)

#### Johntà Austin- Ocean Drive
- 00. Video feat. DJ Unk (**)
- 00. Take It Back (**)
- 00. This Evening feat. Chris Botti (*)
- 00. (If I Was) Your Boyfriend (*)

#### Jay-Z-American Gangster
- 12. Success feat. Nas
- 13. Fallin'

#### Paul Wall-Get Money, Stay True
- 04. I'm Throwed feat. Jermaine Dupri (***)

### 2006

#### Bow Wow-The Price of Fame
- 03. 4 Corners feat. Lil Wayne, Pimp C, Lil Scrappy & Short Dawg (***)
- 04. Outta My System feat. T-Pain & Johnta Austin (***)
- 05. How You Move It (***)
- 06. Shortie Like Mine feat. Chris Brown & Johnta Austin (*)
- 07. Don't Know Bout That feat. Young Capone
- 08. Tell Me (***)
- 09. Damn Thing feat. Da Brat (***)
- 10. Bet That (***)

#### T. Waters
- 00. Watchu Lookin' At feat. Nelly (***)

#### Monica-The Makings of Me
- 01. Everytime tha Beat Drop feat. Dem Franchize Boyz (***)
- 04. Why Her (*)

#### LeToya Luckett-LeToya
- 13. This Song (*)
- 15. Torn (So So Def Remix) (***)

#### Manish Man
- 00. Bitch Chill (***)

#### LL Cool J-Todd Smith
- 02. Control Myself feat. Jennifer Lopez (***)

#### Chingy-Hoodstar
- 07. Dem Jeans feat. Jermaine Dupri (***)
- 08. Pullin' Me Back feat. Tyrese (***)

#### Jamie Foxx
- 00. Extravaganza (So So Def Remix) feat. Kanye West (***)

#### Johntà Austin- Ocean Drive
- 01. Turn It Up

#### Daz Dillinger-So So Gangsta
- 02. On Some Real Shit feat. Rick Ross (***)
- 04. Weekend feat. Johnta Austin (***)
- 06. Badder Than a Mutha feat. Avery Storm (***)
- 10. All I Need
- 11. The One feat. Jagged Edge (***)

#### Jagged Edge-Jagged Edge
- 03. So High
- 09. Stunnas feat. Jermaine Dupri (***)
- 10. So Amazing feat. Voltio (***)

#### Dem Franchize Boyz-On Top of Our Game
- 01. My Music (***)

#### Lionel Richie-Coming Home
- 04. What You Are (**)

#### Janet Jackson-20 Years Old
- 02. So Excited feat. Khia (***)
- 03. Show Me (**)
- 04. Get it out Me (**)
- 05. Do it 2 Me
- 06. This Body (***)
- 08. With U (**)
- 09. Call on Me feat. Nelly (***)

#### Avant- Director
- 03. You Know What feat. Lil Wayne (**)
- 15. Ghetto Public Service Announcement feat. Jermaine Dupri (**)

#### 3LW- Point of No Return
- 00. Feelin' You feat. Jermaine Dupri (***)

#### The Isley Brothers-Baby Makin' Music
- 04. Gotta Be With You
- 06. Forever Mackin'
- 09. Beautiful

### 2005

#### Mariah Carey-The Emancipation of Mimi
- 01. It's Like That feat. Fatman Scoop (**)
- 02. We Belong Together (**)
- 03. Shake It Off (*)
- 07. Get Your Number (***)
- 15. Don't Forget About Us (*)
- 16. Makin'It Last All Night (*)

#### Mariah Carey
- 00. Say Somethin' (So So Def Remix) feat. Dem Franchize Boyz (***)
- 00. Don't Forget About Us (So So Def Remix) feat. Juelz Santana & Bone Thugs-N-Harmony

#### Bow Wow-Wanted
- 01. Do You (***)
- 02. Big Dreams (***)
- 03. Let Me Hold You feat. Omarion
- 04. Fresh Azimiz feat. J-Kwon & Jermaine Dupri (***)
- 05. Caviar feat. Snoop Dogg (***)
- 06. Like You feat. Ciara (*)
- 08. Go feat. Jermaine Dupri & Johnta Austin (*)
- 09. Do What It Do feat. Jermaine Dupri (***)
- 10. Is That You (P.Y.T.) feat. Johnta Austin (***)
- 11. Mo Money feat. T. Waters (***)

#### Jermaine Dupri-Young, Fly & Flashy Vol.1
- 02. Gotta Getcha feat. Johnta Austin (***)
- 09. 10 Toes feat. The Kid Slim, Daz, J-Kwon & Stat Quo (***)

#### Chris Brown-Chris Brown
- 14. Run It! (So So Def Remix) feat. Bow Wow (***)

#### Dwele
- 00. I Think I Love U (So So Def Remix) feat. Styles P (***)

#### Johntà Austin
- 00. Lil' More Love (*)

#### Brooke Valentine-Chain Letter
- 06. Playa feat. Jermaine Dupri (***)

#### N2U- Issues
- 03. Baby Mama Love feat. Jermaine Dupri (*)

#### 112-Pleasure & Pain
- 06. Nowhere (*)
- 11. The Way feat. Jermaine Dupri

#### Syleena Johnson- Chapter 3: The Flesh
- 07. Classic Love Song feat. Jermaine Dupri (**)

#### Faith Evans-The First Lady
- 06. Tru Love (*)

#### Nelly-Sweatsuit
- 07. Nobodys Know feat. Anthony Hamilton
- 15. Grillz feat. Jermaine Dupri, Paul Wall & Ali & Gipp (***)

#### Nivea-Complicated
- 04. Parking Lot (*)

#### Rev Run
- 00. I Use To Think I Was Run (So So Def Remix) feat. Jermaine Dupri, Da Brat & Short Dawg (***)

### 2004

#### Fantasia Barrino- Free Yourself
- 07. Got Me Waiting (*)

#### Usher-Confessions
- 04. Confessions * (*)
- 05. Confessions Part. II (*)
- 06. Burn (*)
- 15. Do It To Me (*)
- 18. My Boo feat. Alicia Keys (**)

#### J-Kwon-Hood Hop
- 12. My Enemies feat. Jermaine Dupri (***)

#### Jarvis
- 00. Radio

#### Jermaine Dupri- The Greenlight
- 00. Game Going feat. Daz & The Kid Slim
- 00. The Party Over Here feat. J-Kwon
- 00. Party People feat. Daz & Jagged Edge

#### Jagged Edge
- 00. What's is Like (ReMarqable Remix) feat. Jermaine Dupri

#### Tamia- More
- 04. Still (*)

#### Janet Jackson
- 00. All Nite (Don't Stop) (So So Def Remix) feat. Elephant Man (***)

#### Shawnna-Worth tha Weight
- 06. U Crazy feat. Jermaine Dupri (***)

### 2003

#### Da Brat-Limelite, Luv & Niteclubz
- 01. World Premiere feat. Q Da Kid & M.O.P.
- 03. Ain't Got Time to Waste (**)
- 05. Who I Am (**)
- 07. Got It Poppin' (***)

#### Cherish- The Moment
- 01.  Miss PIMP feat. Da Brat

#### Nodesha- Nodesha
- 03. That's Crazy
- 15. Rock Your Body

#### Jagged Edge-Hard
- 04. Visions (*)
- 13. Shady Girl (*)

#### Murphy Lee-Da Skool Boy presents Murphy Lee
- 09. 'What Da Hook Gon' Be(***)
- 16. Murphy Lee (***)

#### TLC
- 00.  Hands Up (So So Def Remix) feat. Jermaine Dupri & The Kid Slim

#### Tha' Rayne
- 00. Rock With Me (***)

#### Anthony Hamilton-Comin' from Where I'm From
- 01. Mama Knew Love

#### Mariah Carey-The Remixes
- 12. The One (So So Def Remix) feat. Bone Crusher (CD2) (*)

#### Khia
- 00. K-Wang (So So Def Remix)

### 2002

#### Lil' Bow Wow-Doggy Bag
- 01. We Want Easy (Intro)
- 02. Thank You feat. Jagged Edge & Fundisha (*)
- 04. Get Up feat. Fundisha (*)
- 06. All I Know feat. Lil' Corey (*)
- 07. The Wickedest (*)
- 08. Pick of the Litter feat. R.O.C. & Tigah (*)
- 09. Crazy feat. Da Brat (*)
- 11. Up In Here feat. Tigah (*)
- 13. Off the Glass feat. Xscape (*)

#### Like Mike -Bande Originale
- 01. Basketball feat. Lil' Bow Wow, Jermaine Dupri, Fabolous & Fundisha
- 02. NBA 2K2 feat. R.O.C.
- 06. Playin' the Game feat. Lil' Bow Wow
- 08. Can I Holla feat. Young Steff

#### Compilation -The Definition of a Remix...featuring Jermaine Dupri & Jagged Edge
- 01. Welcome to Atlanta (Coast 2 Coast Remix) feat. Jermaine Dupri, P. Diddy, Murphy Lee & Snoop Dogg (*)
- 02. Let's Get Married (en) (ReMarqable Remix) feat. Jagged Edge & Rev Run
- 03. In My Bed (So So Def Remix) feat. Dru Hill, Jermaine Dupri & Da Brat
- 04. Promise (Cool JD Remix) feat. Jagged Edge & Loon (*)
- 06. Puppy Love (ReMarqable Remix) feat. Lil' Bow Wow, Jagged Edge & Tigah
- 07. Where the Party At (11-01-01 Dupri Remix) feat. Jagged Edge, Jermaine Dupri, Da Brat, R.O.C., Lil' Bow Wow & Tigah (*)

#### Fundisha -Lessons
- 02. You Make Me (*)
- 03. Black (*)
- 08. Live the Life
- 12. Pull a Left Eye (*)

#### B2K-B2K
- 16. Last Boyfriend (*)

#### Birdman-Birdman
- 12. How It Be feat. Jermaine Dupri & TQ (*)

#### Drumline -Bande Originale
- 02. Been Away feat. Q Da Kid & Jermaine Dupri

#### Tyrese-I Wanna Go There
- 07. Somebody Special (*)
- 08. Girl I Can't Help It feat. Jermaine Dupri & The Kid Slim (**)

#### Mariah Carey-Charmbracelet
- 03. The One (*)
- 09. You Had Your Chance (*)
- 16. Miss You feat. Jadakiss (*)

#### Jagged Edge
- 00. I Got It 2 feat. Nas (*)
- 00. Goodbye (ReMarqable Remix) feat. Beenie Man

#### Wyclef Jean
- 00. Two Wrongs (So So Def Remix) feat. Claudette Ortiz & Jermaine Dupri (*)

#### Monica-All Eyez On Me
- 04. Too Hood feat. Jermaine Dupri (*)
- 09. If You Where A Girl (*)

#### Monica-After the Storm
- 03. U should've Known Better (*)

#### Christina Milian-Christina Milian
- 07. A Girl Like Me feat. Jermaine Dupri (*)

#### RL-RL:Ements
- 02. Got Me A Model feat. Erick Sermon (*)

#### Beenie Man
- 00. Streetlife (So So Def Remix) feat. Jermaine Dupri & Da Brat

### 2001

#### Jagged Edge-Jagged Little Thrill
- 01. The Saga Continues
- 02. Where the Party At feat. Nelly (*)
- 03. Goodbye (*)
- 07. I Got It feat. Trina (*)
- 12. Respect (*)

#### Jermaine Dupri-Instructions
- 01. Ip-Intro
- 02. Welcome to Atlanta feat. Ludacris (*)
- 03. Money, Hoes & Power feat. UGK, Pimpin' Ken & Manuel Seal (*)
- 05. Get Some feat. Usher, R.O.C. & Boo & Gotti (*)
- 07. Hate Blood  feat. Jadakiss & Freeway (*)
- 08. Ballin' Out of Control feat. Nate Dogg (*)
- 09. Supafly feat. Bilal
- 11. Rules of the Game feat. Manish Man
- 13. Whatever feat. Nate Dogg, R.O.C., Tigah, Skeeter Rock, Trey Lorenz & Katrina
- 16. Jazzy Hoe's part 2 feat. Kurupt, Too Short, Field Mob, Backbone & Eddie Cain (*)
- 18. You Bring the Freak out of Me feat. Da Brat & Kandi (*)
- 20. Rock With Me feat. Xscape

#### Hardball-Bande Originale
- 01. Intro - Live The Life feat. Fundisha
- 02. Hardball feat. Lil' Bow Wow, Lil' Wayne, Lil' Zane & Sammie (*)
- 04. Where the Party At (Remix) feat. Jagged Edge, Jermaine Dupri, Da Brat, R.O.C., Lil' Bow Wow & Tigah (*)
- 07. Ghetto feat. RL & Jermaine Dupri (*)
- 09. Ball Game feat. Da Brat (*)

#### Lil' Johnny - I Got You
- 00. I Got You (*)
- 00. Please (*)
- 00. You Can't Be Serious feat. Lil' Zane (*)
- 00. Hang It Up (*)

#### Run DMC-Crown Royal
- 01. It's Over feat. Jermaine Dupri
- 10. Let's Stay Together (Together Forever) feat. Jagged Edge

#### Jessica Simpson-This Is the Remix
- 05. Irresistible (So So Def Remix) feat. Lil' Bow Wow (*)

#### Janet Jackson
- 00. Someone to Call My Lover (So So Def Remix) feat. Jermaine Dupri (*)

#### Maxwell
- 00. Lifetime (So So Def Remix) (*)

#### Alicia Keys-Songs in a Minor
- 02. Girlfriend (*)

#### Usher-8701
- 05. U Got It Bad (*)
- 07. If I Want To feat. Jermaine Dupri (*)
- 08. I Can't Let You Go feat. Jermaine Dupri (*)
- 14. Good Ol' Ghetto (*)
- 15. U-Turn (*)
- 16. TTP (*)

#### Tyrese-2000 Watts
- 10. Off The Heezy feat. Jermaine Dupri (*)

#### Nate Dogg-Music and Me
- 06. Your Woman Has Just Been Sighted (Ring The Alarm) feat. Jermaine Dupri (*)

#### Cappadonna-The Yin and the Yang
- 06. We Know feat. Da Brat & Jermaine Dupri

#### Tamia
- 00. Stranger In My House (So So Def Remix) (*)

#### Mariah Carey-Greatest Hits
- 15. All I Want for Christmas Is You (So So Def Remix) feat. Jermaine Dupri & Lil' Bow Wow (CD2)

#### Brian McKnight
- 00. What's It Gonna Be (So So Def Remix) feat. Jermaine Dupri & R.O.C. (*)

#### Greg Street - 6 O'Clock Vol.1
- 02. Somebody Better Tell 'Em  featuring Jermaine Dupri and Tigah

### 2000

#### Jagged Edge-J.E. Heartbreak
- 02. Did She Say (*)
- 05. Girl Is Mine feat. Ja Rule
- 07. Let's Get Married (en) (*)
- 10. Promise (*)
- 11. Key to the Range feat. Jermaine Dupri (*)

#### Jagged Edge
- 00. He Can't Love U (JD's Remix) feat. Mr. Black (*)
- 00. Did She Say (JD's Remix) feat. Lil' Bow Wow, Da Brat & Jermaine Dupri (*)
- 00. Let's Get Married (ReMarqable Remix) feat. Rev Run
- 00. Promise (Cool JD Remix) feat. Loon (*)
- 00. Let's Get Married (Reception Mix) feat. Kanye West

#### Da Brat-Unrestricted
- 02. We Ready feat. Jermaine Dupri & Lil' Jon
- 03. Wat'chu Like feat. Tyrese (*)
- 04. At the Club (Interlude) feat. Alicia Keys
- 05. Fuck You
- 06. Back Up feat. Ja Rule
- 09. That's What I'm Lookin' For
- 11. What's On Ya Mind feat. LaTocha Scott of Xscape
- 13. High Come Down feat. Trey Lorenz
- 14. All My Bitches (*)
- 15. Pink Lemonade

#### Big Momma's House- Musique Originale
- 01. That's What I'm Lookin' For (Mr. Dupri Remix) feat. Da Brat, Jermaine Dupri, Missy Elliott & Lil' Mo
- 02. I've Got to Have It feat. Jermaine Dupri, Nas & Monica (*)
- 04. Bounce With Me feat. Lil' Bow Wow & Xscape (*)
- 07. Big Momma's Theme feat. Da Brat, Vita & Destiny's Child (*)
- 08. Treated Like Her feat. Chanté Moore & LaTocha Scott (*)
- 14. I Still Got to Have It feat. Jermaine Dupri, Nas & Monica (*)

#### Lil' Bow Wow-Beware of Dog
- 02. The Future feat. R.O.C. (*)
- 03. Bounce With Me feat. Xscape (*)
- 04. Puppy Love feat.Jagged Edge (*)
- 05. You Know Me feat. Jermaine Dupri & Da Brat (*)
- 06. The Dog In Me (*)
- 07. Bow Wow (That's My Name) feat. Snoop Dogg (*)
- 08. This Playboy feat. Jermaine Dupri, R.O.C. & Big Duke (*)
- 09. Ghetto Girls feat. Kyle & Wingo of Jagged Edge (*)
- 10. You Already Know (*)
- 11. Bounce With Me (Extented Version) feat. Xscape (*)

#### Lil' Bow Wow
- 00. Bounce With Me (JD's Remix) feat. Jermaine Dupri, R.O.C. & Lil' Mo

#### Chanté Moore-Exposed
- 01. Straight Up (*)
- 04. Go Ahead With All That (*)

#### C-Murder- Trapped In Crime
- 05. How a Thug Like It feat. Da Brat

#### Tamar Braxton- Tamar
- 01. Get None feat. Jermaine Dupri (*)

#### Destiny's Child
- 00. Jumpin', Jumpin' (So So Def Remix) feat. Jermaine Dupri, Da Brat & Lil' Bow Wow

#### Eric Benét
- 00. Georgy Porgy (So So Def Remix) feat. Faith Evans & G. Dep

#### Ludacris-Back for the First Time
- 07. Get Off Me feat. Pastor Troy

#### The Brothers- Bande Originale
- 02. Lay It Down feat. Jermaine Dupri, R.O.C. & Lil' Mo (*)

### 1999

#### Mariah Carey-Rainbow
- 04. How Much feat. Usher (*)

#### TLC-FanMail
- 10. My Life

#### Wild, Wild West - Bande Originale
- 15. Stick Up Lil' Bow Wow & Jermaine Dupri

#### Harlem World- The Movement
- 15. We Both Frontin' feat. Jermaine Dupri

#### Master P- Only God Can Judge Me
- 20. Da Ballers feat. Jermaine Dupri

#### Kelly Price
- 00. Secret Love (So So Def Remix) feat. Da Brat

### 1998

#### Destiny's Child-Destiny's Child
- 03. With Me Part I feat. Jermaine Dupri
- 07. With Me Part II feat. Master P

#### Monica-The Boy Is Mine
- 04. The First Time (**)
- 09. Take Him Back

#### Monica
- 00. The First Time (So So Def Remix) feat. R.O.C.

#### Aretha Franklin-A Rose Is Still a Rose
- 04. Here We Go Again
- 05. Every Lil' Bit Hurts

#### Jesse Powell
- 00. Bout'It, Bout' It (So So Def Remix) feat. Da Brat

#### Xscape-Traces of My Lipstick
- 01. All About Me Intro feat. Jermaine Dupri & Foxy Brown (**)
- 02. My Little Secret (**)
- 04. Do You Know feat. Jermaine Dupri (**)
- 07. I Will (**)
- 13. All About Me (Reprise) (**)

#### Cardan- Hey Young World
- 01. Jam On It feat. Jermaine Dupri

#### DJ Clue- The Professional
- 14. Bitch Be A Ho feat. Jermaine Dupri & R.O.C.

#### Cam'Ron- Confessions of Fire
- 04. Rockin' and Rollin'

#### Chanté Moore-This Moment Is Mine
- 08. Heartbeat

#### Chanté Moore
- 00. Chanté Got's A Man (So So Def Remix) feat. R.O.C.

#### Jermaine Dupri-Life In 1472, The Soundtrack
- 02. Money Ain't a Thang feat. Jay-Z
- 04. Fresh feat. Slick Rick
- 05. Sweetheart feat. Mariah Carey
- 06. Jazzy Hoes feat. 8Ball, Too Short, Mr. Black & YoungBloodZ
- 07. Don't Hate On Me feat. Da Brat & Krayzie Bone
- 08. Going Home With Me feat. Keith Sweat & R.O.C.
- 09. You Get Dealt Wit feat. Ma$e & Lil' Kim
- 10. The Party Continues feat. Da Brat & Usher
- 13. Lay You Down feat. Trina & Tamara Powell

#### Mack 10-The Recipe
- 03. You Ain't Seen Nothin' feat. Jermaine Dupri & Foxy Brown

#### Kid Capri- Soundtrack to the Streets
- 12. Be alright feat. Cam'Ron & Jermaine Dupri

#### Tamia- Tamia
- 01. Imagination feat. Jermaine Dupri (**)
- 07. Is That You? (**)

#### Mariah Carey
- 00. My All/Stay Awhile feat. Lord Tariq & Peter Gunz

#### Jagged Edge
- 00. Gotta Be (JD's Remix) feat. R.O.C.
- 00. Slow Motion (Cool JD Remix)
- 00. The Way That You Talk (Remix) feat. Mr. Cheeks & R.O.C.
- 00. Can't Wait

### 1997

#### Usher-My Way
- 01. You Make Me Wanna... (**)
- 02. Just Like Me feat. Lil' Kim (**)
- 03. Nice and Slow (**)
- 05. My Way (**)
- 06. Come Back feat. Jermaine Dupri (**)
- 09. One Day You'll Be Mine (**)
- 10. You Make Me Wanna... (Extended Version) (**)

#### Ma$e-Harlem World
- 15. Cheat On You feat. 112 (**)

#### Mary J. Blige
- 00. Everything (So So Def Remix) feat. Jermaine Dupri & R.O.C.

#### Dru Hill-Dru Hill
- 15. In My Bed (So So Def Remix) feat. Da Brat & Jermaine Dupri

#### K-Ci & JoJo
- 00. Last Night's Letter (So So Def Remix)

#### Rakim
- 00. Guess Who's Back (So So Def Remix)

#### Mariah Carey
- 00. Honey (So So Def Remix) feat. Jermaine Dupri & Da Brat

#### LSG-Levert Sweat Gill
- 04. Where Did I Go Wrong

#### Men In Black- Bande Originale
- 02. We Just Wanna Party With You Snoop Dogg feat. Jermaine Dupri

#### Jagged Edge-A Jagged Era
- 01. Slow Motion (**)
- 02. Addicted to Your Love (**)
- 03. I Gotta Be (**)
- 06. The Way That You Talk feat. Da Brat & Jermaine Dupri (**)
- 08. I'll Be Right There feat. Busta Rhymes (**)
- 10. Ain't No Stoppin' feat. Jermaine Dupri

### 1996

#### Mariah Carey
- 00. Always Be My Baby (Mr. Dupri Remix) feat. Xscape & Da Brat

#### Lil' Kim-Hard Core
- 13. Not Tonight

#### Junior M.A.F.I.A.
- 00. I Need You Tonight (So So Def Remix) feat. Aaliyah

#### The Braxtons-So Many Ways
- 01. So Many Ways
- 06. Take Home To Momma

#### The Braxtons
- 00. So Many Ways (So So Def Remix) feat. Jay-Z

#### Richie Rich-Seasoned Veteran
- 16. Touch Myself (Remix) feat. T-Boz of TLC

#### Mista
- 00. Lady (JD's Remix)

#### Da Brat-Anuthatantrum
- 01. Anuthatantrum
- 02. My Beliefs
- 03. Sitting on Top of the World
- 04. Let's All Get High feat. Krayzie Bone
- 05. West Side Interlude
- 06. Just a Little Bit More
- 07. Keepin it Live feat. Jermaine Dupri
- 08. Ghetto Love feat. T-Boz of TLC
- 09. Lyrical Molestation
- 10. Live it Up
- 11. Make it Happen

#### Kris Kross-Young, Rich & Dangerous
- 01. Some Cut Up
- 03. Tonite's tha Night
- 05. Young, Rich & Dangerous feat. Jermaine Dupri & Da Brat
- 06. Live and Die for Hip-Hop feat. Jermaine Durpi, Da Brat, Mr. Black & Aaliyah
- 09. Mackin' Ain't Easy feat. Mr. Black
- 10. Da Streets Ain't Right
- 12. Tonite's Tha Night (Remix)

#### Kris Kross
- 00. Tonite Tha Night (Redman Remix) feat. Redman

#### New Edition-Home Again
- 04. Tighten It Up
- 05. Shop Around

#### MC Lyte-Bad As Wanna B
- 01. Keep On, Keepin' On feat. Xscape
- 02. Have U Ever
- 03. Everyday feat. Kandi Burruss
- 05. TRG (The Rap Game)
- 07. Zodiac
- 09. Keep On, Keepin' On (Remix) feat. Elle

#### Aaliyah-One in a Million
- 11. I Gotcha Back

#### Kino Watson- True 2 the Game
- 02. Game Recognize Game (Watcha Want)
- 13. Game Recognize Game(So So Def Remix) feat. Jermaine Dupri

#### Whodini-Six
- 02. Runnin' Em
- 03. Be My Lady feat. R. Kelly
- 06. Keep Runnin' Back feat. Trey Lorenz
- 09. Let Me Get Some
- 10. V.I.P.

#### Puff Johnson-Miracle
- 03. All Over Your Face
- 07. All Because of You

#### Johnny Gill- Let's Get the Mood Right
- 11. Love U Right

#### Compilation - 12 Soulful Nights of Chritmas
- 12. My Younger Days Jermaine Dupri feat. Trey Lorenz

### 1995

#### Mariah Carey-Daydream
- 05. Always Be My Baby (**)
- 08. Long Ago

#### Xscape-Off the Hook
- 01. Do Your Thang
- 02. Feels so good
- 03. Hard To Say Goodbye
- 04. Can't Hang feat. MC Lyte
- 05. Who Can I Run To
- 06. Hip-Hop Barbershop Request Line
- 08. What Can I Do
- 09. Do Like Lovers Do
- 10. Work Me Slow
- 11. Love's a Funny Thing

#### Xscape
- 00. Who Can I Run To (Mr. Dupri Remix)
- 00. Do You Want To (JD's Remix)

#### Bad Boys- Bande Originale
- 13. Da B Side feat. Da Brat & The Notorious B.I.G.

#### Panther- Bande Originale
- 07. Slick Partner feat. Bobby Brown

#### Sean LeVert- Other Side
- 01. I'm Ready
- 05. Place to Be
- 10. Only You

#### The Notorious B.I.G.
- 00. Big Poppa (So So Def Remix)

#### Total
- 00. Can't You See (So So Def Remix) feat. Keith Murray

#### Usher
- 00. Think of You (So So Def Remix)

### 1994

#### TLC-CrazySexyCool
- 01. Intro feat. Phife
- 03. Kick Your Game
- 09. Intermission-Lude
- 15. Switch

#### Da Brat-Funkdafied
- 01. That S**t You Can F**k Wit
- 02. Fa All Y'all
- 03. Fire it Up
- 04. Funkdafied feat. Jermaine Dupri
- 05. May Da Funk Be Wit' Cha
- 06. Ain't No Thang
- 07. Come and Get Somme
- 08. Mind Blowin'
- 09. Give it 2 You

#### El DeBarge- Heart, Mind and Soul
- 06. Slide

#### Da Bush Babies- Ambushed
- 03. Put it Down
- 10. Get On Down

#### Shanice- 21... Ways to Grow
- 06. Ace Boon Coon

### 1993

#### Kris Kross-Da Bomb
- 01. Intro
- 02. Da Bomb featuring Da Brat
- 03. Sound of My Hood
- 04. It Don't Stop (Hip Hop Classic)
- 05. D.J. Nabs Break
- 06. Alright featuring Super Cat
- 07. I'm Real
- 08. 2 da Beat Ch'Yall
- 09. Freak da Funk
- 10. A Lot 2 Live 4
- 11. Take Um Out
- 12. Alright [Extended Remix]

#### Xscape-Hummin' Comin' at 'Cha
- 01. Hummin' Comin' at 'Cha (Intro)
- 02. Just Kickin' It
- 03. Pumpin'
- 04. Let Me Know
- 08. Is My Living in Vain?
- 09. Love on My Mind
- 11. Just Kickin' It (Remix)

### 1992

#### Kris Kross-Totally Krossed Out
- 01. Intro Interview
- 02. Jump
- 03. Lil' Boys in da Hood
- 04. Warm It Up
- 05. The Way of Rhyme
- 06. Party
- 07. We're in da House
- 08. A Real Bad Dream
- 09. It's a Shame
- 10. Can't Stop the Bum Rush
- 11. You Can't Get With This
- 12. I Missed the Bus
- 13. Outro

#### Immature- On Our Worst Behavior
- 12. Tear It Up (On Our Worst Behavior) (featuring Jermaine Dupri)

#### TLC-Ooooooohhh... On the TLC Tip
- 10. Bad by Myself

## En tant que producteur exécutif
- Totally Krossed Out de Kris Kross (1992)
- Hummin' Comin' at 'Cha de Xscape (1993)
- Da Bomb de (Kris Kross) (1994)
- Funkdafied de Da Brat (1994)
- Off the Hook de Xscape (1995)
- Young, Rich & Dangerous de Kris Kross (1996)
- Six de Whodini (1996)
- Anuthatantrum de Da Brat (1996)
- Bad As Wanna B de MC Lyte (1996)
- 12 Soulful Nights of Christmas (1996)
- So So Def Bass All Stars (1996)
- My Way de Usher (1997)
- So So Def Bass Allstars Vol. 2 (1997)
- So So Def Bass Allstars Vol. 3 (1998)
- A Jagged Era de Jagged Edge (1998)
- Traces of My Lipstick de Xscape (1999)
- Unrestricted de Da Brat (2000)
- J.E. Heartbreak de Jagged Edge (2000)
- Beware of Dog de Lil' Bow Wow (2000)
- Exposed de Chanté Moore (2000)
- Big Momma's House Soundtrack (2000)
- Jagged Little Thrill de Jagged Edge (2001)
- 8701 de Usher (2001)
- Hardball Soundtrack (2001)
- Doggy Bag de Lil' Bow Wow (2002)
- The Definition of a Remix... featuring Jermaine Dupri & Jagged Edge (2002)
- Like Mike Soundtrack (2002)
- Lessons de Fundisha (2002) (album annulé)
- All Eyes On Me de Monica (2002) (album annulé)
- Limelite, Luv & Niteclubz de Da Brat (2003)
- AttenCHUN! de BoneCrusher (2003)
- Drankin' Patnaz de YoungBloodZ (2003)
- Comin' from Where I'm From de Anthony Hamilton (2003)
- Hood Hop de J-Kwon (2004)
- Wanted de Bow Wow (2005)
- Overnight Celebrity de SunN.Y. (2005) (album annulé)
- 20 Y.O. de Janet Jackson (2006)
- The Makings Of Me de Monica (2006)
- Undisputed de Beenie Man (2006)
- The Price of Fame de Bow Wow (2006)
- On Top of Our Game de Dem Franchize Boyz (2006)
- So So Gangsta de Daz (2006)
- Ocean Drive de Johnta Austin (2007) (album annulé)
- Baby Makin' Project de Jagged Edge (2007)
- Discipline de Janet Jackson (2008)
- Self Made de Rocko (2008)
- New Jack City II de Bow Wow (2009)
- Dondria vs Phatfffat de Dondria Nicole (2010)